# Yaylak, Sarıyahşi
Yaylak là một xã thuộc huyện Sarıyahşi, tỉnh Aksaray, Thổ Nhĩ Kỳ. Dân số thời điểm năm 2010 là 262 người.